# Orange but Green
Orange but Green ist eine englischsprachige Alternative-/Punkrock-Band aus dem Ruhrgebiet (Holzwickede), die bei ferryhouse productions (Frank Otto) unter Vertrag ist.

## Geschichte
Die Band spielt seit 1999 als Trio in der Besetzung Oliver Walter (Gitarre, Gesang), Kai Bünseler (Schlagzeug) und Jörn Tebbel (Bass). Orange but Green haben in Europa bereits zahlreiche Shows gespielt, u. a. als Support für die Scorpions, Simple Plan, Bad Religion oder Bullet for My Valentine. Zudem haben die Drei zu vielen Kino- und Fernsehfilmen Songs geschrieben. Dazu zählen vor allen Dingen Werke von Regisseur Peter Thorwarth und Filmproduzent Christian Becker. Letzterer war ebenfalls ausführender Produzent des ersten OBG Albums. Das neueste Album ist von Uwe Sabirowsky (u. a. Beatsteaks, Thumb) produziert worden.

## Diskografie

### Alben
- 2002: Airplay (Rat Pack Filmproduktion)
- 2004: On the Way To (KicoMedia)
- 2008: BobFoc. (ferryhouse / Warner)

### Soundtracks
- 1999: Bang Boom Bang
- 1999: Das Phantom
- 2002: Was nicht passt, wird passend gemacht
- 2006: Goldene Zeiten
- 2008: Die Welle
- 2008: Video Kings